# Лида
Лида (блр. Ліда; рус. Лида; литв. Lyda) град је у западном делу Републике Белорусије и административни је центар Лидског рејона у Гродњенској области.
Према процени из 2013. у граду је живело 99.086 становника чиме је Лида други по величини град у области (одмах после Гродна).
Град је познат по чувеном Лидском замку из прве половине XIV века.

## Етимологија
Име града потиче од балтијске речи lyda којом се означава обрадиво тло настало на крчевини. Према другим изворима, име града потиче од реке Лидзеје која на чијим обалама се и развило насеље.

## Географија
Лида је смештена у централном делу Гродњенске области, на обалама реке Лидзеје, на раскршћу важних међународних друмских и железничких путева (Минск—Гродно и Вилњус—Слоним). Налази се на око 164 км западно од главног града земље Минска, те на око 110 км источно од обласног центра Гродна. Најближи велики град је Вилњус (престоница Литваније) који се налази на око 100 км северније, док је граница ка Литванији удаљена свега 35 км северније.

## Историја
Иако је на подручју данашњег града постојало насеље још око 1180, први писани подаци о граду потичу из 1323. године када је у граду почело да се гради утврђење чији је циљ био спречавање напада Татара и Тевтонских витезова. Тврђава је по налогу тадашњег књаза Литваније Гедимина грађена 5 година, а радови су завршени 1328. Тврђава је опстала до данашњих дана и данас представља симбол града. У периоду између XIV и XVI века Лида је била међу 5 највећих градова тадашње Велике Литваније, а сам град је био центар истоименог округа Вилњуског војводства. Град је 1519. добио Магдебуршко право и статус слободног трговачког града са властитим грбом и заставом.
Град прелази у састав Руске Империје 1795, и у руским границама остаје све до окончања совјетско-пољских ратова 1919—1921. када постаје делом Пољске Републике. Током пољске владавине Лида се развијала као јак индустријски центар (1927. у граду су радиле 24 фабрике). Број становника је нагло растао, а у граду су биле стациониране и важне војне јединице пољске армије.
Године 1939. након совјетске инвазије на Пољску, Лида постаје делом Белоруске ССР, а већ у јануару наредне године добија статус рејонског центра у тадашњој Барановичкој области.
Током нацистичке окупације у Другом светском рату, која је трајала од јуна 1941. до јула 1944. град је претрпео стравична разарања. Јевреји, који су чинили знатан део предратне популације Лиде су 18. септембра 1943. транспортовани из Лидског гетоа у логор Мајданек у Пољској где су готово сви побијени. Холокауст је преживело свега 200-тињак лидских Јевреја. Током окупације Нацисти су побили преко 25.000 становника Лиде.
Град Лида је одлуком Председника Републике број 56, од 9. фебруара 2004. припојен Лидском рејону као његов саставни део чиме је лишен статуса града обласне субординације (град под директном управом области - провинције).

## Становништво
Према процени, у граду је 2013. живело 99.086 становника.
| 1979.  | 1989.  | 1999.  | 2009.  | 2013.  |
| ------ | ------ | ------ | ------ | ------ |
| 65.500 | 91.007 | 91.007 | 97.629 | 99.086 |

Све до Другог светског рата, већинско становништво Лиде чинили су Јевреји, па је тако 1897. у граду живело 5.294 Јевреја од укупно 9.323 житеља (или 57%). Непосредно пре рата број Јевреја је био 5.419. Готово сви лидски Јевреј су побијени током Холокауста.
На основу податаска са пописа становништва 2009. основу популације града Лиде чинили су Белоруси са 44,2%, Пољаци су чинили 38,3%, а Руси 14% становништва.

## Спорт
Један од најважнијих спортских клубова у граду је фудбалски клуб Лида, четвороструки првак ССР Белорусије, а тренутно се такмичи у другом по рангу фудбалском такмичењу у Белорусији. Клуб своје домаће утакмице игра на теренима спортског центра Младост Лида капацитета 2.870 места.
Хокејашки клуб Лида (основан 2011) тренутно се такмичи у белоруској Екстралиги.

## Међународна сарадња
Град Лида има потписане уговоре о међународној сарадњи са следећим гардовима:
- Кошалин (Пољска);
- Гревесмилен (Немачка);
- Силистра (Бугарска);
- Димитровград (Русија);
- Светлиј (Русија)

## Галерија фотографија
- Лидски замак
- Ледена дворана
- Совјетскаја улица
- Река Лидзеја
- Хотел Лида